# Andropogon glaucophyllus
Andropogon glaucophyllus là một loài thực vật có hoa trong họ Hòa thảo. Loài này được Roseng., B.R.Arrill. & Izag. mô tả khoa học đầu tiên năm 1970.